# José María Ortega Trinidad
brasão
José María Ortega Trinidad (Naván, província de Oyón, 30 de dezembro de 1950) é um clérigo e prelado emérito peruano.

## Biografia
José María Ortega Trinidad nasceu na aldeia de Naván (Oyón), no Departamento de Lima, em 30 de dezembro de 1950. Frequentou cursos secundários no Pré-Seminário de Cañete e cursos filosóficos e teológicos no Seminário Maior "San José" de Cañete. Obteve o título de Professor de Filosofia e Religião pela Universidade Marcelino Champagnat de Lima, o Bacharelado em Ciências da Educação pela Universidade de Piura e o Doutorado em Teologia pela Universidade de Navarra, em Pamplona. Foi ordenado sacerdote em 25 de junho de 1978 e incardinado na Prelazia Territorial de Yauyos.
Após a ordenação ocupou os seguintes cargos: pároco da paróquia de Lunahuaná, Quinches e San Mateo (1978-1980); pároco de Omas e formador do Seminário Menor "Nuestra Señora del Valle" (1984-1986); reitor do mesmo Seminário Menor e, ao mesmo tempo, pároco da paróquia anexa ao Seminário; professor do Instituto Superior Pedagógico Público de Cañete (1987-1991); diretor do mesmo Instituto em Cañete (1992-1996); reitor do Seminário Maior "San José" (1996-2002). De 2001 até sua nomeação, foi Pároco da Catedral de "San Vicente Mártir" em Cañete.
O Papa Bento XVI nomeou-o prelado de Juli em 22 de abril de 2006. O Arcebispo de Lima, Cardeal Juan Luis Cipriani Thorne, lhe deu a ordenação episcopal em 4 de dezembro do mesmo ano, em Madre del Amor Hermoso, San Vicente de Cañete; os co-consagradores foram o Arcebispo Rino Passigato, Núncio Apostólico no Peru, e Ricardo García García, Prelado de Yauyos.
José María Ortega Trinidad se manifestou contra o fato de os padres da Ordem Missionária Maryknoll James Madden, Michael Briggs, Robert Hoffmann e Edmund Cookson permanecerem na prelatura; a divergência viria da diferença de linha pastoral seguida pelos missionários norte-americanos, já que os quatro padres eram considerados liberais, de ação em defesa dos mais pobres, enquanto o Monsenhor Ortega é considerado conservador, como membro da Sociedade Sacerdotal da Santa Cruz.
Em 15 de novembro de 2018, o Papa Francisco aceitou sua demissão antecipada. Atualmente, é capelão no Campus de Lima da Universidade de Piura.